# Memorial a Nossa Senhora da Luz dos Pinhais

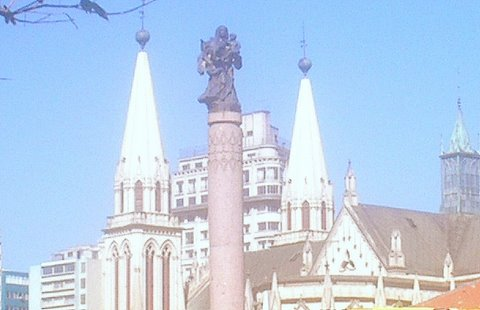
A imagem do Memorial à Nossa Senhora da Luz dos Pinhais sobre o pedestal. Ao fundo, as torres da Catedral Basílica de Curitiba.

O Memorial a Nossa Senhora da Luz dos Pinhais é um monumento público do município brasileiro de Curitiba, no estado do Paraná. 
Trata-se de uma imagem de Nossa Senhora da Luz, santa padroeira da cidade, confeccionada em bronze, medindo 2,5 metros e pesando 650 quilos. Está fixada sobre um pedestal cilíndrico de 10m de altura, entra as ruas São Francisco e Barão do Cerro Azul, a poucos metros da Catedral de Curitiba. Foi inaugurado em 1993.
O molde, em gesso, foi confeccionado pela artista plástica argentina radicada em Curitiba Maria Inés Di Bella, e o projeto em bronze executado pela Fundição Adalberto Baso. É a quarta imagem de Nossa Senhora da Luz existente na cidade e foi inaugurado no dia da padroeira, que é comemorado em 8 de setembro.